# Grupo Recoletos
El Grupo Recoletos nació en 1992. Su fundación está ligada a los nombres de tres periodistas José María García-Hoz, Juan Kindelán y Juan Pablo de Villanueva, quienes en 1977 crearon Punto Editorial y en 1988 el grupo Pearson se convirtió en uno de sus principales socios. Actualmente, el grupo está en manos de Unidad Editorial, propietaria también del diario El Mundo, que a su vez está controlada, en un 96%, por la empresa italiana RCS MediaGroup.
En 1992 se fusionó con las editoras de Marca, Expansión, Actualidad Económica y Diario Médico creándose de esta forma el grupo Recoletos. En diciembre de 2004, Pearson dejó el holding con un 79% debido a la pérdida de lectores de Expansión y la futura aparición de 20 Negocios (periódico económico gratuito), unido a las diferencias en la misma editorial ya que el periódico Expansión se alejaba cada vez más de la línea del Financial Times (propiedad de Pearson).
En 2000, Recoletos salió a bolsa a 12 euros por acción, tras la venta del 20% de su principal accionista Pearson. En 2005, un grupo de directivos junto a los fondos de capital riesgo Providence y Mercapital, compró la compañía a 7,2 euros, un 40% por debajo de su colocación bursátil 5 años antes. Así, Recoletos es la segunda peor OPV de la historia en la bolsa española por detrás de la de Terra, que también cotizó por primera vez y fue excluida en el mismo periodo 2000-2005.
El febrero de 2007, RCS MediaGroup anunciaba la adquisición del Grupo Recoletos por 1100 millones de euros.
- Diarios: Marca, Expansión, Diario Médico.
- Radios: Radio Marca.